# Sybra fuscolateralipennis
Sybra fuscolateralipennis là một loài bọ cánh cứng trong họ Cerambycidae.